# Isabelle Prim
Isabelle Prim est une réalisatrice, actrice et monteuse française née le 11 septembre 1984 à Paris.

## Biographie

### Formation
Isabelle Prim est diplômée du Fresnoy - Studio national des arts contemporains, après avoir étudié à l'Université des arts de Berlin, à l'École nationale supérieure des beaux-arts de Lyon et à Grenoble (école supérieure d'art et conservatoire d'art dramatique).
Ancienne résidente de la Cité internationale des arts de Paris et docteure en études et pratique des arts de l'université du Québec à Montréal, elle enseigne le cinéma à Caen (école supérieure d'arts et médias de Caen - Cherbourg).

### Carrière
En tant qu'actrice, elle a notamment joué pour Luc Moullet, Jean-Claude Brisseau, Smith et Philippe Quesne.
Comme parolière, elle a travaillé pour le chanteur Christophe.
Depuis 2018, elle dirige SI CINÉMA, festival international des cinémas en écoles d'arts.

#### Réalisatrice
Ses films se situent à la croisée de la fiction et de l'expérimentation. Ils ont été présentés au Centre Pompidou, au Palais de Tokyo, à la Cinémathèque française, au Festival international du film de Locarno, à la Berlinale, au Festival international du film de Rotterdam, au FIDMarseille, au CNES, etc.
En mars 2024, la Cinémathèque de Toulouse lui consacre une rétrospective.

### Décoration
- 2022 :  Chevalière de l'ordre des Arts et des Lettres[5]

## Filmographie

### Réalisatrice
- 2006 : Let's score
- 2007 : Creamy Krimi[6]
- 2010 : Mademoiselle Else d'après le roman d'Arthur Schnitzler[7]
- 2012 : La Rouge et la Noire avec et sur Jean-Pierre Beauviala[8]
- 2013 : Déjeuner chez Gertrude Stein avec Christophe, d'après Fairy queen d'Olivier Cadiot[9]
- 2014 : Le Souffleur de l'affaire avec Clotilde Hesme, Laurent Poitrenaux[10], Thibault Vinçon, Lætitia Dosch
- 2015 : Calamity qui ? avec Christine Boisson[11]
- 2017 : Freud Freud avec Bernard Marcadé et Paul Collins
- 2019 : Mens avec Miljan Châtelain, Richard Peyraud, Fabienne Babe, Arié Elmaleh
- 2020 : La Musique des oiseaux avec Stéphane Freiss
- 2021 : Condition d'élévation[12] avec Stéphane Freiss
- 2022 : Je serai quand même bientôt tout à fait mort enfin avec Salomé Moindjie-Gallet
- 2024 : Les Loups[13] avec Blandine Madec, Charlotte Clamens, Raphaël Thiéry, Marc Susini

#### Prix
- Festival international du film de La Roche-sur-Yon : Prix Nouvelles Vagues Acuitis pour Je serai quand même bientôt tout à fait mort enfin[14]
- Festival du film français en Roumanie : Grand prix pour Condition d'élévation
- Festival international du film de Reykjavik : Prix spécial du jury pour Condition d'élévation
- Festival Côté court de Pantin : Prix Renard pour Le Souffleur de l'affaire
- Festival international de cinéma de Marseille (FID Marseille) : Mention spéciale du prix Georges de Beauregard pour Le Souffleur de l'affaire

### Actrice
- 2010 : Toujours moins de Luc Moullet
- 2010 : Conversations with Changes de Shirin Abu Shaqra
- 2010 : Mademoiselle Else d'elle-même
- 2011 : La Rouge et la Noire d'elle-même
- 2014 : Des jeunes femmes disparaissent de Jean-Claude Brisseau
- 2014 : Oublier Duras de François Barat
- 2015 : Spectroscopie de Smith
- 2016 : Traum de Smith
- 2017 : Le Vampire de Courtampierre de Jean-Louis Nizon
- 2017 : Raoul G. de François Barat
- 2017 : De plomb de Louda Ben Salah-Cazanas
- 2017 : La route s'arrête ici de Jean Hubert
- 2018 : Que le diable nous emporte de Jean-Claude Brisseau : Suzy
- 2020 : La Musique des oiseaux d'elle-même
- 2021 : Le Monde après nous de Louda Ben Salah-Cazanas
- 2021 : Condition d'élévation d'elle-même
- 2022 : John et la république, mémoires d'un perroquet de Charlotte Pouyaud
- 2023 : La Bête de Bertrand Bonello
- 2024 : Les Loups d'elle-même

### Monteuse
- 2012 : Les Mouvements du bassin de HPG
- 2013 : Claude Simon d'Alain Fleischer
- 2013 : Civil War de Fouad Elkoury
- 2013 : (Re)Visiting Tarab de Fouad Elkoury
- 2013 : La Septième Promenade de Smith
- 2013 : Camanchaca de Clio Simon
- 2014 : Théâtre pour la Main de Danielle Schirman
- 2014 : Echo Chamber de Guillermo Moncayo
- 2014 : Des jeunes femmes disparaissent de Jean-Claude Brisseau
- 2014 : Gradiva, court métrage de Léos Carax
- 2014 : Oublier Duras de François Barat
- 2015 : Nuytten/Film de Caroline Champetier
- 2016 : La Fondation de Rome de Thibault Vinçon
- 2016 : Conjurer l'angoisse par l'énumération de Gwendal Sartre
- 2017 : Love Canal de Elsa Brès
- 2017 : La Reine de Nemi de Yannick Haenel
- 2017 : Wang Bing de Caroline Champetier
- 2019 : Ours de Mirela Popa
- 2022 : Rokh de Yasmina Benabderrahmane

## Théâtre
- 2008 : Another Picture of me as Dracula, mise en scène de Ludovic Burel, Magasin des horizons
- 2009 : Et si on jouait au camion, d'après Marguerite Duras, mise en scène Muriel Vernet, Hexagone - scène nationale
- 2017 : La Pluie d'été, d'après Marguerite Duras, mise en scène Muriel Vernet, Hexagone - scène nationale
- 2022 : Fantasmagoria de Philippe Quesne, Théâtre Vidy-Lausanne
- 2023 : Le Jardin des délices de Philippe Quesne, festival d'Avignon